# Umbracle (Barcelona)
Umbracle és un edifici de l'arquitectura del ferro de Barcelona protegit com a Bé Cultural d'Interès Local.

## Descripció
Edifici aïllat projectat per Josep Fontserè el 1883 i presentat al concurs públic per a la construcció del Parc de la Ciutadella amb usos culturals i lúdics dins un programa científic ambiciós juntament amb el Museu Martorell de Geologia i l'Hivernacle.
L'estructura està marcada per l'ús del ferro i per la secció lobulada, en un assaig modern i d'avantguarda en l'ús de nous materials i estructures. Els pilars són de foneria i les bigues i les jàsseres són corbes formant un espai cobert trilobulat: un arc central més gran i dos més petits a cada lateral, tot cobert de fusta.

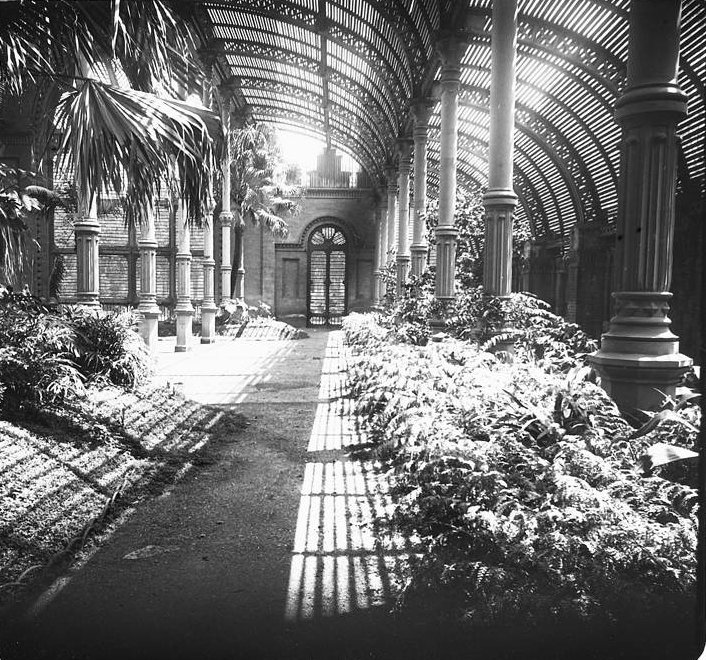
Interior de l'umbracle en una imatge de 1922

L'espai lobulat de tot l'interior queda trencat per les dues façanes que tenen la part superior de maó vist. La façana s'estructura de manera tripartida seguint les voltes centrals de mig punt de l'interior. La part central, amb una gran obertura de la mateixa fusta que la coberta, presenta maó vist a la part superior amb decoracions de maçoneria com són els tres pinacles que sobresurten escalonadament. Els laterals segueixen la mateixa estructura reproduïda a petita escala i amb finestres.

## Història
Edifici projectat per Josep Fontserè el 1883 però que restà inacabat per l'inici de les obres amb motiu de l'Epxposició Universal de 1888, moment en el qual va usar-se com a saló de festes i conferències amb l'adapació de l'arquitecte Gustà i Bondia. Finalment, un cop finalitzada l'Exposició, va retornar als seus perfils i ús original amb la reforma que en feu Josep Amargós.